# Z 39
Z 39  war ein Zerstörer des Typs 1936A (mob) der deutschen Kriegsmarine.

## Kriegsmarine
Der Zerstörer wurde am 15. August 1940 bei der Germaniawerft auf Kiel gelegt, lief am 2. Dezember 1941 vom Stapel und konnte mit einiger Verzögerung am 21. August 1943 unter dem Kommando von Korvettenkapitän Konrad Loerke in Dienst gestellt werden.
Nach den Probe- und Ausbildungsfahrten wurde Z 39 Anfang 1944 zunächst für ein Minenunternehmen im Skagerrak eingesetzt und danach über Gotenhafen an den Finnischen Meerbusen verlegt. Danach führte der Zerstörer von Reval und Baltischport aus mehrere Einsätze durch. Am 23. Juni 1944 wurde Z 39 im Hafen von Baltischport durch einen russischen Bombenangriff beschädigt und musste zur Instandsetzung zunächst in eine Kieler und danach in eine Swinemünder Werft.
Die Reparaturen waren am 16. Februar 1945 beendet, Z 39 war aber ohne Ausbildung der Besatzung nur eingeschränkt einsatzfähig. Nach einer magnetischen Vermessung in Kopenhagen erfolgten von Sassnitz aus Übungen und Ausbildungsfahrten. Am 1. April 1945 war Z 39 wieder voll einsatzfähig.
Anfang April wurde Z 39, zusammen mit anderen Einheiten, zum Landzielbeschuss in der Danziger Bucht eingesetzt. Nach einem erfolgreich abgewehrten Luftangriff verlegte Z 39 nach Swinemünde und wurde dort mehrmals aus der Luft angegriffen. Am 2. Mai 1945 erfolgte wiederum ein Beschuss russischer Panzer und Truppen. Am darauffolgenden Tag wurde die Schlesien bei deren Einsatz in der Greifswalder Bucht gedeckt und nach einem Minentreffer auf die Reede von Swinemünde geschleppt. Am 4. Mai 1945 erfolgte ein erneuter Landzielbeschuss und danach ein Hafenaufenthalt in Kopenhagen. Am 7. Mai 1945 wurde Hela angelaufen, um dort Truppen und Flüchtlinge aufzunehmen. Zwei Tage später wurde Kiel erreicht und die Besatzung dort am 10. Mai 1945 in Gefangenschaft genommen.

## Nachkriegszeit
Am 29. Mai 1945 wurde das schiffstechnische Personal unter britischer Bewachung wieder eingeschifft. Am darauf folgenden Tag verlegte Z 39 nach Wilhelmshaven, um von dort am 6. Juli 1945 in die Vereinigten Staaten überführt zu werden. Im August 1945 erfolgte in Boston die Übergabe an die United States Navy, die den Zerstörer als DD-939 überwiegend für Erprobungen einsetzte.
1947 wurde der Zerstörer an die Marine Nationale übergeben und diente bis 1953 als Ersatzteilspender für die noch in Dienst stehenden ehemaligen deutschen Zerstörer. 1964 wurden die Reste des Schiffes abgewrackt.